# 源重資
源 重資（みなもと の しげすけ）は、平安時代中期から後期にかけての公卿。醍醐源氏、権中納言・源経成の子。官位は従二位・権中納言。

## 経歴
康平6年（1063年）19歳で父・経成と同じく諸陵助として官途を始める。式部少/大丞を経て、後冷泉朝末の治暦3年（1067年）式部丞の労により従五位下に叙爵し、越後権守に任ぜられる。後三条朝初頭の延久元年（1069年）右馬助として京官に復す。
白河朝に入ると、承保2年（1075年）正月に右衛門佐に遷るが、同年6月には文官の少納言に転じる。のち、承保4年（1077年）従五位上、承暦5年（1081年）正五位下に昇叙される。応徳元年（1084年）右少弁に任ぜられると、寛治6年（1092年）左少弁、寛治8年（1094年）権右中弁、嘉保2年（1095年）従四位下、承徳2年（1098年）従四位上・左中弁と、白河朝末から白河院政期にかけて弁官を務めながら昇進を重ねる。この間、嘉保3年（1096年）の永長の大田楽においては源信雅らと共に小鼓を打っている。
康和2年（1100年）正四位下・蔵人頭（頭弁）に叙任され、康和4年（1102年）に正四位上に昇叙。長治3年（1106年）に装束使を務めていたが、白馬節会の際に宣命のことで怠状を召されている。
嘉承元年（1106年）に63歳にして参議兼左大弁に任ぜられて公卿に列す。議政官として左大弁・勘解由長官を兼帯し、嘉承3年（1108年）従三位、永久元年（1113年）正三位と累進を重ねた。永久3年（1115年）権中納言に任ぜられ、30年間以上に亘って務めた弁官を離れる。永久5年（1117年）宮内卿を兼ねるがほどなく大宰権帥に転じて現地に赴任する。なお、重資を最後に大宰権帥は遙任化していく。元永2年（1118年）に罷申（任国赴任の際の挨拶）の儀の際に勅命で従二位に叙せられて御衣を賜った。保安2年（1121年）に権帥を辞して京に戻る。翌保安3年（1122年）7月2日に出家し、同年10月10日に薨去。享年78。
重資の邸宅であった中御門邸は嘉承2年（1107年）に白河院の御所となり、嘉承3年（1108年）には藤原忠実の邸宅となっている。

## 官歴
註釈のないものは『公卿補任』による。
- 康平6年（1063年） 11月：諸陵助
- 康平8年（1065年） 4月24日：式部少丞
- 治暦2年（1066年） 正月：式部大丞
- 治暦3年（1067年） 正月5日：従五位下（式部丞労）。2月6日：越後権守
- 延久元年（1069年） 4月28日：右馬助
- 承保2年（1075年） 正月28日：右衛門佐。6月13日：少納言
- 承保4年（1077年） 正月6日：従五位上
- 承暦2年（1078年） 正月27日：兼紀伊権守
- 承暦5年（1081年） 正月5日：正五位下（少納言労）
- 応徳元年（1084年） 8月22日：右少弁
- 応徳3年（1086年） 2月23日：兼修理右宮城使
- 寛治3年（1089年） 正月28日：兼摂津権守
- 寛治6年（1092年） 11月8日：左少弁
- 寛治8年（1094年） 6月13日：権右中弁
- 嘉保2年（1095年） 正月5日：従四位下
- 承徳2年（1098年） 正月6日：従四位上（松尾平野行幸行事賞）。正月27日：権左中弁[3]。12月17日：左中弁[3]
- 康和2年（1100年） 7月3日：正四位下（造住吉賞）。8月14日：兼率分勾当[3]。11月24日：蔵人頭
- 康和3年（1101年） 2月9日：兼越前権守。11月28日：修理左宮城使
- 康和4年（1102年） 7月21日：正四位上（院御給）
- 長治3年（1106年） 3月11日：兼土佐権守
- 嘉承元年（1106年） 12月27日：参議、兼左大弁、元左中弁[3]
- 嘉承2年（1107年） 日付不詳：兼勘解由長官。日付不詳：兼近江権守
- 嘉承3年（1108年） 11月20日：従三位（大嘗会国司）
- 天永2年（1111年） 正月23日：兼備前権守
- 永久元年（1113年） 10月12日：正三位（日吉行幸行事賞）
- 永久3年（1115年） 4月28日：権中納言（宣命）
- 永久5年（1117年） 正月19日：兼宮内卿。12月30日：兼大宰権帥、辞宮内卿
- 元永2年（1118年） 8月2日：従二位
- 保安2年（1121年） 5月：上洛、即辞権帥
- 保安3年（1122年） 7月2日[4]：出家。10月10日：薨去

## 系譜
- 父：源経成
- 母：藤原泰通または藤原方正の娘
- 妻：不詳
- 生母不明の子女
  - 女子：源顕親室